# Carahue (ort)
Carahue är en ort i Chile.   Den ligger i provinsen Provincia de Cautín och regionen Región de la Araucanía, i den södra delen av landet, 600 km söder om huvudstaden Santiago de Chile. Carahue ligger 41 meter över havet och antalet invånare är 11 875.
Terrängen runt Carahue är kuperad åt nordväst, men åt sydost är den platt. Närmaste större samhälle är Nueva Imperial, 18,6 km öster om Carahue.
I omgivningarna runt Carahue växer i huvudsak städsegrön lövskog. Runt Carahue är det glesbefolkat, med 15 invånare per kvadratkilometer.